# Regione Maloja
La regione Maloja è una regione del Canton Grigioni, in Svizzera, istituita il 1º gennaio 2016 quando nel cantone le funzioni dei distretti e quelle dei circoli, entrambi soppressi, sono stati assunti dalle nuove regioni; il territorio della nuova regione Maloja coincide con quello del vecchio distretto di Maloja.
La regione confina con le regioni Viamala, Albula, Prettigovia/Davos ed Engiadina Bassa/Val Müstair a nord, Bernina a sud-est e con l'Italia (provincia di Sondrio in Lombardia) a est, sud ed ovest. Il capoluogo è Samedan.

## Geografia fisica
La massima elevazione della regione è il Pizzo Bernina (4 049 m), cima più alta del Canton Grigioni. Altre cime principali comprendono il Piz Zupò (3 996 m), il Piz Roseg (3 937 m), il Piz Palü (3 905 m), il Piz Morteratsch (3 751 m), il Piz Corvatsch (3 451 m) e il Piz Kesch (3 418 m).
I fiumi principali della regione sono la Maira (in Italia chiamata Mera), tributario del lago di Como e quindi del fiume Adda, che scorre in Val Bregaglia e nel Piano di Chiavenna, e l'Inn, che scorre in Engadina. Tra gli affluenti della Maira vi sono l'Orlegna, l'Albigna e il Bondasca, tra gli affluenti dell'Inn la Fedacla, l'Ova dal Vallun, l'Ova da Suvretta, il Flaz, il Beverin, l'Ova d'Alvra e il Vallember. La parte alta del corso del Madrischer Rhein, tributario del Reno Posteriore si trova nel territorio della regione.
Nella regione vi sono anche alcuni laghi: il lago dell'Albigna (creato dalla diga d'Albigna), il lago di Sils, il lago di Silvaplana, il lago di Champfèr, il lago di Sankt Moritz ed il lago Bianco, presso il Passo del Bernina.

## Infrastrutture e trasporti

### Aeroporti
L'aeroporto d'Engadina si trova a Samedan ed è usato per voli privati.

### Strade cantonali
La strada principale/cantonale 3 (Castasegna-Basilea) attraversa il territorio della regione dal confine italiano-svizzero a Castasegna al Passo del Giulio (Julierpass) passando per il Passo del Maloja e costeggiando i laghi di Sils e di Silvaplana.
La strada cantonale 27 (Silvaplana-Martina) attraversa il territorio della regione da Silvaplana a S-chanf passando per St. Moritz e Samedan. Da La Punt Chamues-ch parte la strada per il Passo dell'Albula e Alvaneu Bad.
La strada cantonale 29 (Sankt Moritz-Campocologno) attraversa il territorio della regione dal Passo del Bernina a Samedan, passando per Pontresina.

### Ferrovie
La regione è servita da alcune linee della Ferrovia Retica:
- Ferrovia del Bernina: stazioni a St. Moritz, Celerina Staz, Punt Muragl Staz, Pontresina, Surovas, Morteratsch, Bernina Suot, Bernina Diavolezza e Bernina Lagalb.
- Ferrovia dell'Albula: stazioni di St. Moritz, Celerina, Samedan e Spinas.
- Ferrovia dell'Engadina: stazioni di Pontresina, Punt Muragl, Samedan, Bever, La Punt Chamues-ch, Madulain, Zuoz, S-chanf, Cinuos-chel-Brail.

### Valichi di frontiera
È presente un valico di frontiera tra la Svizzera e l'Italia, per la precisione localizzato tra il villaggio di Castasegna e Villa di Chiavenna.

## Geografia antropica

### Suddivisioni amministrative

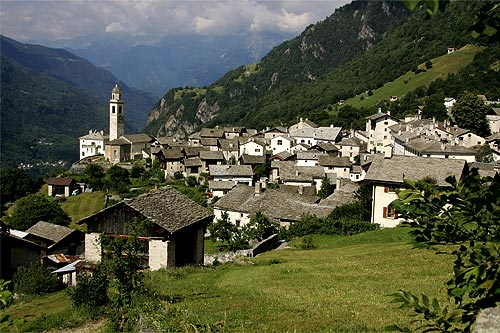
Soglio, Bregaglia

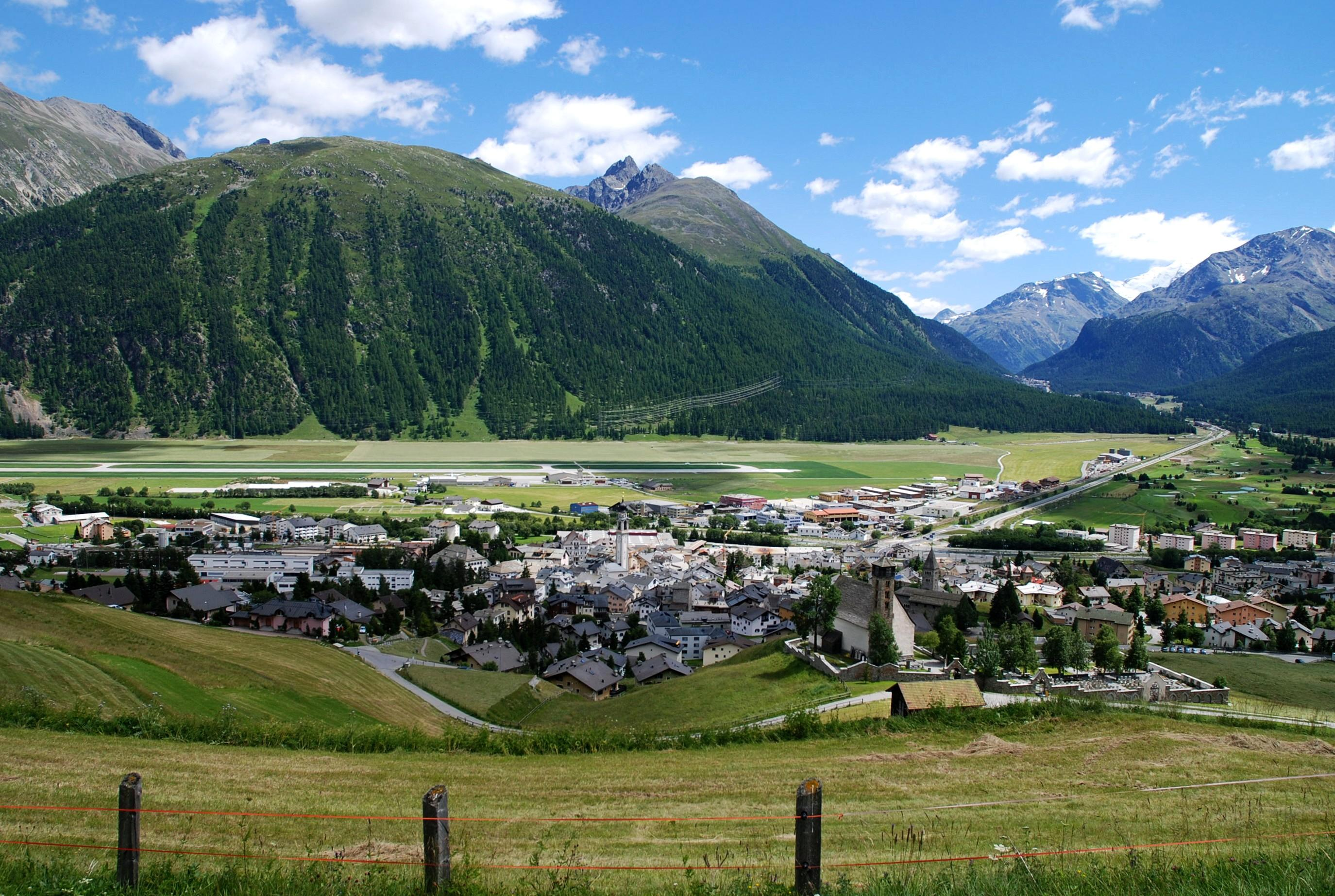
Samedan e il Muottas Muragl

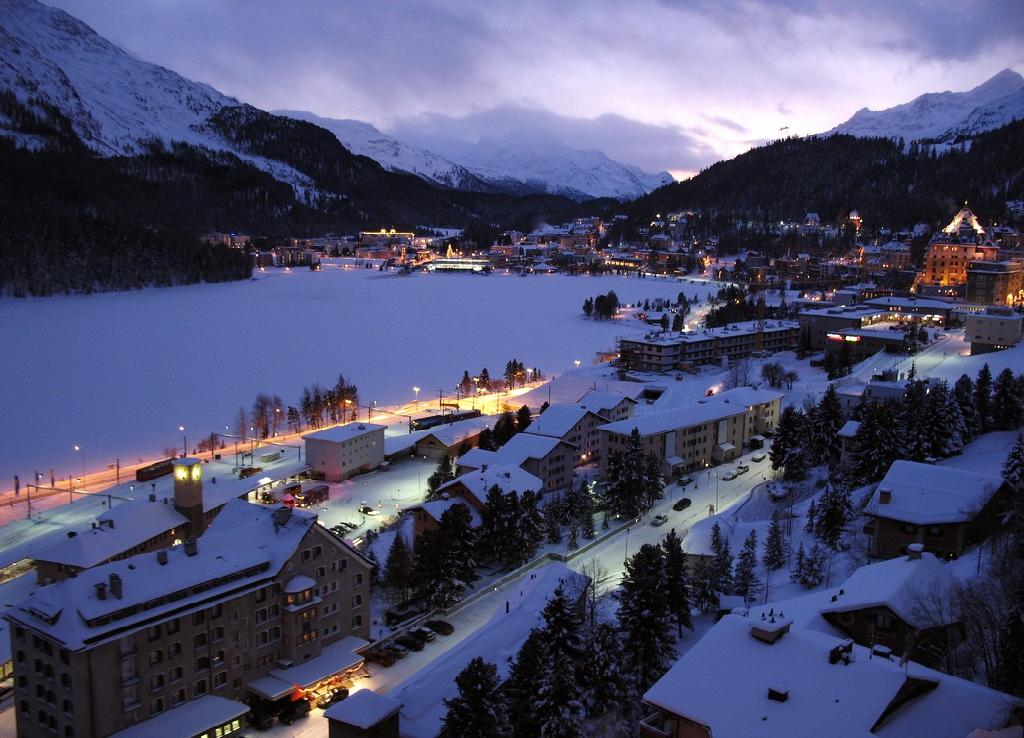
Sankt Moritz

La regione Maloja è divisa in 12 comuni, elencati di seguito in ordine alfabetico:
| N° | Stemma               | Nome del comune      | Abitanti 31-12-2016 | Superficie in km² |
| -- | -------------------- | -------------------- | ------------------- | ----------------- |
| 1  | Bever                | Bever                | 616                 | 45.75             |
| 2  | Bregaglia            | Bregaglia            | 1537                | 251.45            |
| 3  | Celerina/Schlarigna  | Celerina/Schlarigna  | 1499                | 24.02             |
| 4  | La Punt Chamues-ch   | La Punt Chamues-ch   | 745                 | 63.27             |
| 5  | Madulain             | Madulain             | 216                 | 16.28             |
| 6  | Pontresina           | Pontresina           | 2197                | 118.19            |
| 7  | Samedan              | Samedan              | 2980                | 113.80            |
| 8  | St. Moritz           | Sankt Moritz         | 5084                | 28.69             |
| 9  | S-chanf              | S-chanf              | 694                 | 138.03            |
| 10 | Sils im Engadin/Segl | Sils im Engadin/Segl | 714                 | 63.57             |
| 11 | Silvaplana           | Silvaplana           | 1054                | 44.77             |
| 12 | Zuoz                 | Zuoz                 | 1214                | 65.79             |